# 南非非法移民
南非非法移民是指未經南非當局許可下移民至南非的外國公民。不同機構均曾經對南非的非正常移民者規模作出統計，但這些數據通常是不準確的。

## 背景與人口
對於居住在南非的無證移民人數，各方都沒有一個很準確的統計。已公佈的統計數據則有很大差別：根據南非統計局2011年的人口普查，220萬外籍人士生活在南非；至於2015年的統計數據就顯示，無證移民的人數在50萬至70萬之間。由於津巴布韋政治及經濟局勢不穩定，大量津巴布韋人逃往南非，當中許多人以無證移民的身份在南非生活。

## 影響

### 排外情緒
社會學家愛麗絲·布洛赫指出，無論移民的身份如何，他們都是南非民眾仇外心理與暴力的受害者。
來自剛果民主共和國、莫桑比克、津巴布韋、馬拉維等較貧窮國家的難民佔了南非非正式經濟的很大部分。南非貧窮人口的失業率很高，他們普遍存在仇外心理。許多南非人都對移民感到不滿，認為他們剝奪了當地人的工作機會，因為許多雇主均會以低於正常工資來僱用其他國家的移民，這情況在建築、旅遊、農業及國內服務業尤為明顯。除此之外，非法移民還經常參與非正規貿易。不過，南非的許多移民繼續生活在惡劣的條件下，南非的移民政策自1994年起越趨嚴格。